# Potok murárov
Potok murárov – potok w Wielkiej Fatrze na Słowacji, lewy dopływ Revúcy. Wypływa na wysokości około 900 m w lesie na południowo-wschodnich zboczach szczytu Pulčikovo (1238 m) i przepływa przez Jazierske travertíny. Następnie płynie obok basenu oraz betonowymi pod drogą do domków chat Jazierce. Poniżej tej drogi, w lesie, zaraz za przepustami tworzy Jazierský vodopád. Na Revúckim podoliu uchodzi do Revúcy na wysokości około 535 m. Następuje to w należącej do Rużomberku osadzie Jazierce.
W górnej części swojego biegu potok zasilany jest kilkoma źródłami, jedno z nich, znajdujące się w lesie to Studnička. Przepływając przez Jazierske travertíny potok zanika w ponorze i po około 100 m poniżej znów wypływa na powierzchnię. W rejonie trawertynów zasilany jest źródłami, zarówno powierzchniowymi, jak i podziemnymi.